# Сане (Лодзинське воєводство)
Сане (пол. Sanie) — село в Польщі, у гміні Александрув-Лодзький Зґерського повіту Лодзинського воєводства.
Населення — 215 осіб (2011).
У 1975-1998 роках село належало до Лодзинського воєводства.

## Демографія
Демографічна структура станом на 31 березня 2011 року:
|          | Загалом | Допрацездатний вік | Працездатний вік | Постпрацездатний вік |
| -------- | ------- | ------------------ | ---------------- | -------------------- |
| Чоловіки | 118     | 27                 | 80               | 11                   |
| Жінки    | 97      | 19                 | 51               | 27                   |
| Разом    | 215     | 46                 | 131              | 38                   |